# Índice h
El índice h es una  métrica a nivel de autor que mide tanto la productividad como el impacto de las citas de las publicaciones, inicialmente utilizado para un científico o académico individual. Propuesto por Jorge Hirsch, de la Universidad de California, mide la calidad profesional de científicos, en función de la cantidad de citas que han recibido sus artículos científicos. Un científico o investigador tiene índice h si ha publicado h trabajos con al menos h citas cada uno.

## Definición

Índice h a partir de un gráfico de citas decrecientes para artículos estimados.

El índice h se calcula con base en la distribución de las citas que han recibido los trabajos científicos de un investigador. Al respecto, Hirsch dice:

Un científico tiene índice h si el h de sus Np trabajos recibe al menos h citas cada uno, y los otros (Np - h) trabajos tienen como máximo h citas cada uno.

Explicado de otro modo, si el factor h vale n, entonces n publicaciones han sido citadas más de n veces. Para hallarlo, basta ordenar los artículos de un autor o grupo por número de veces que han sido citados de mayor a menor, e ir recorriendo la lista hasta encontrar la última publicación cuyo número correlativo sea menor o igual que el número de citas: ese número correlativo es el factor h.
Así, el índice h es el balance entre el número de publicaciones y las citas a estas. El índice se diseñó para medir eficazmente la calidad del investigador, a diferencia de sistemas de medición más sencillos que cuentan citas o publicaciones, donde se hace una distinción entre aquellos investigadores que tienen una gran influencia en el mundo científico de aquellos que simplemente publican muchos trabajos. El índice funciona eficazmente solamente entre científicos del mismo campo, pues los mecanismos convencionales para citar los trabajos difieren entre cada uno de estos.

Formalmente, si f es la función que corresponde al número de citas de cada publicación, calculamos el índice h de la siguiente manera. Primero, ordenamos los valores de f del mayor al menor valor. Luego, buscamos la última posición en la que f es mayor o igual a la posición (llamamos h a esta posición). Por ejemplo, si tenemos un investigador con 5 publicaciones A, B, C, D y E con 10, 8, 5, 4 y 3 citas, respectivamente, el índice h es igual a 4 porque la 4ª publicación tiene 4 citas y el quinto tiene solo 3. En cambio, si las mismas publicaciones tienen 25, 8, 5, 3 y 3 citas, entonces el índice es 3 porque el cuarto artículo tiene solo 3 citas.

Hay programas en línea para calcular el índice h de un científico. También los índices h se pueden calcular manualmente, basándose en bases de datos accesibles en Internet, como Google Scholar, como una alternativa al tradicional factor de impacto de revistas a las que no se puede acceder libremente. Hirsch ha demostrado que h tiene importantes capacidades predictivas en relación con los honores que un científico pueda recibir o haya recibido, tales como el Premio Nobel. En física, un científico considerado productivo tiene un h por lo menos igual a la cantidad de años que lleva trabajando, mientras que en la ciencia biomédica estos valores son generalmente más altos.

## Ventajas
La principal desventaja de los viejos indicadores bibliométricos, tales como el número total de artículos o el número de citas es que en la primera medida no se aprecia la calidad de las publicaciones científicas, y la segunda se ve afectada desproporcionadamente por grupos que tienen pocas publicaciones y, sin embargo, un número grande de citas. El índice h pretende medir simultáneamente la calidad y la cantidad de la producción científica. 
El índice h también puede calcularse como una función dependiente del tiempo, de dos modos distintos. Originalmente, Hirsch propuso que h dependía linealmente de los años que se llevara investigando. En este caso se podían comparar científicos de edades distintas. Otra posibilidad es calcular h usando artículos publicados dentro de un período específico, por ejemplo, en los últimos 10 años. De este modo se mide la productividad actual. Google Scholar también utiliza el índice i (índice i10) que mide el número de publicaciones académicas que ha escrito un autor que han sido citadas por al menos 10 fuentes. Aunque Google Scholar usa fundamentalmente el índice h5 (h5 index) que es el índice h de los artículos publicados en los últimos 5 años completos. Es el mayor número h, de modo que h artículos publicados en 2016-2020 tienen al menos h citas cada uno.

## Críticas
No es muy difícil comprender que el índice h puede llevar a confusiones en cuanto a la importancia de un científico porque, al estar limitado por el número de publicaciones totales, un científico de corta carrera está en clara desventaja y no se considera la importancia de sus primeros trabajos en una medida correcta. Por ejemplo, el índice h de Évariste Galois es 2, y se quedará así por siempre, independientemente del impacto de su trabajo. Adicionalmente, algunas desventajas del factor de impacto se aplican a la vez al índice h. Por ejemplo, los artículos de revisión suelen tener mayor cantidad de citas que los artículos originales, así que un autor hipotético que solamente escribiera revisiones obtendría un índice h mayor que el de los científicos que aportan trabajos originales.
Finalmente, se ha observado que el índice h aminora drásticamente la importancia de trabajos singulares, dando valor a la productividad. En efecto, dos científicos pueden tener el mismo índice h (30, por ejemplo), siendo que uno de ellos escribió un trabajo con 200 citas y el otro no ha escrito ninguno con más de 30. Se han hecho varias propuestas para modificar este error evidente, pero ninguno se ha adoptado a nivel internacional.
Este índice no involucra la participación en proyectos, roles y esfuerzos individuales de investigadores en el Sistema Tecnológico. Por ello la necesidad de ampliar el índice h propuesto por J.E. Hirsch, al resto de la gestión de un investigador y su rendimiento tecnológico.
Nuccio Ordine señala en El País : "El índice h en sí mismo es poco digno de confianza: no distingue entre citas y autocitas, entre ensayos de un único autor o en coautoría, entre citas negativas y positivas; y no mide la autoridad misma de la referencia....siendo clasificaciones que, cada vez más, se consideran carentes de toda base científica."